# Дженива
Вижте пояснителната страница за други значения на Дженива.
Дженива (на английски: Geneva) е град в североизточната част на Съединените американски щати, част от окръзите Онтарио и Сенека в щата Ню Йорк. Населението му е около 13 000 души (2013).
Разположен е на 136 метра надморска височина в Източноголемоезерната низина, на северния бряг на езерото Сенека и на 61 километра югоизточно от Рочестър. Селището е основано през 1793 година недалеч от разрушения през Американската война за независимост главен град на народа сенека. Днес основни дейности са винарската промишленост и туризма.